# 石和町市部
石和町市部（いさわちょういちべ）は山梨県笛吹市の大字。笛吹市役所が所在し、笛吹川が中心部を流れている。

## 地理
笛吹市の北西部、石和地区の中心部に位置する。東で石和町下平井、西で甲府市川田町、南西で石和町窪中島、南で石和町四日市場及び御坂町成田、北で石和町八田及び石和町駅前と接する。
域内に笛吹川が流れており、市役所前の河川敷では夏に花火大会が開催されている。（石和温泉花火大会）

## 歴史

### 沿革
- 2004年（平成16年）10月12日 - 東八代郡石和町と周辺5町村が合併し笛吹市が発足。これに伴い、大字が「市部」から「石和町市部」に変更される[6]。

## 施設
- 笛吹市役所
- 笛吹市立石和南小学校
- 石和郵便局
- 笛吹警察署
- 遠妙寺

## 交通

### 国道
- 国道411号
- 国道20号（勝沼バイパス上り本線の一部）

### 県道
- 山梨県道301号白井河原八田線
- 山梨県道302号石和温泉停車場線
- 山梨県道310号小石和市部線
- 山梨県道313号藤垈石和線

### バス
- 山梨交通90系統（石和経由御所循環）：（甲府駅 方面 - ）甲運橋 - 石和八幡宮 - 鵜飼山 - 笛吹高校（ - 御所 方面）
- 山梨交通98系統（山梨英和大学経由石和温泉駅）：（甲府駅 方面 - ）甲運橋 - 石和温泉駅入口 - 石和温泉駅
- 富士急バスK1系統・K2系統[7]：（甲府駅 方面 - ）甲運橋 - 石和八幡宮 - 鵜飼山（ - 河口湖駅・富士山駅 方面）

## その他

### 学区
小学校・中学校の学区は以下の通りである。
| 番・番地等            | 小学校               | 中学校             |
| --------------------- | -------------------- | ------------------ |
| 全域（822番地を除く） | 笛吹市立石和南小学校 | 笛吹市立石和中学校 |
| 822番地               | 笛吹市立石和北小学校 | 笛吹市立石和中学校 |

### 警察
警察の管轄区域は以下の通りである。
| 番・番地等 | 警察署     | 交番・駐在所     |
| ---------- | ---------- | ---------------- |
| 全域       | 笛吹警察署 | 石和温泉駅前交番 |